# FC Heisport Mol
FC Heisport Mol was een Belgische voetbalclub uit Mol. De club werd in 1967 opgericht en sloot in 1971 aan bij de KBVB. 
In 1993 fuseerde de club met KFC Mol Sport tot KFC Mol. 

## Geschiedenis
FC Heisport speelde eerst in de Arbeidersvoetbalbond van België. 
In 1971 werd de overstap naar de KBVB gemaakt, men begon in Derde Provinciale.
Een elfde plaats in het eerste seizoen was onvoldoende voor verder verblijf in deze reeks toen de Vierde Provinciale het volgende seizoen in de provincie Antwerpen werd ingevoerd.
De club zou de rest van zijn bestaan in Vierde Provinciale spelen.
Men kwam twee maal dicht bij promotie naar Derde Provinciale, in 1989 en 1992, toen men telkens met een derde plaats net buiten de prijzen viel.
In 1993 ging de club een fusie aan met KFC Mol Sport, waarbij het stamnummer van FC Heisport verdween. 